# NGC 7172
NGC 7172 (другие обозначения — PGC 67874, ESO 466-38, MCG −5-52-7, HCG 90A, AM 2159—320, IRAS21591-3206) — спиральная галактика (Sa) в созвездии Южная Рыба.
Галактика обладает активным ядром и относится к сейфертовским галактикам типа II
Этот объект входит в число перечисленных в оригинальной редакции «Нового общего каталога».